# Германские атаки Науру
Германские атаки Науру — два нападения германского флота на Науру в декабре 1940 года силами вспомогательных крейсеров. Нападавшие затопили пять кораблей союзников и нанесли серьёзный ущерб экономически важным объектам добычи фосфатов Науру. Несмотря на значимость острова для австралийских и новозеландских экономик, Науру был беззащитен, а немецкие войска не понесли никаких потерь.
Эти две атаки были наиболее эффективными операциями немецкого флота в Тихом океане во время Второй мировой войны. Они нарушили поставки фосфатов в Австралию и Новую Зеландию, что привело к сокращению сельскохозяйственного производства в этих странах. В ответ военные корабли союзников были развернуты для защиты Науру и близлежащих островов в южной части Тихого океана. Были также созданы небольшие гарнизоны для защиты островов.

## Предыстория
Науру и близлежащий остров Оушн были важными источниками фосфатов для производства удобрений в Австралии и Новой Зеландии и играли важную роль в сельском хозяйстве обеих стран во время Второй мировой войны. Британская комиссия по фосфатам в Мельбурне (БКК) управляла добычей и экспортом фосфатов с островов и доминировала во всех аспектах жизни населения Науру. В течение года с 30 июня 1939 года до 30 июня 1940 года, БКК отгрузила почти миллион тонн фосфатов с Науру и примерно половину этого количества с острова Оушн, используя свой флот из четырёх судов (Triadic, Triaster, Triona, Trienza) и зафрахтованных торговых судов.
Поскольку острова не имели гаваней, фосфатные корабли загружались через построенные дебаркадеры. Во время сезона юго-западных ветров с ноября по март корабли были вынуждены отходить от острова в ожидании лучшей погоды. Обычно этим судам было разрешено дрейфовать, чтобы экономить топливо, и у Науру всегда находилось несколько дрейфующих вспомогательных судов.
Несмотря на их важность для австралийских и новозеландских экономик, островам Науру и Оушн было отведено низкое приоритетное значение, и в декабре 1940 года они вообще не были защищены.
В конце октября 1940 года немецкий рейдер «Орион», которым командовал капитан Курт Вайер, у Каролинских островов встретил крейсер «Комет» под командованием капитана Роберта Эйссена и корабль снабжения Кулмерланд. Эйссен был более старшим из двух капитанов и принял общее командование кораблями. Три судна выдвинулись вдоль восточного побережья Новой Зеландии и в течение 18 дней в ноябре затопили небольшие каботажные судна Holmwood и большой вооружённый океанский лайнер Rangitane. После этих нападений рейдеры отправились на острова Кермадек, а затем к Науру, чтобы атаковать фосфатную промышленность острова и дрейфующие суда, о которых знали немецкие капитаны.

## Атаки

Маршрут трёх немецких кораблей в декабре 1940-январе 1941 годов.

Первый корабль БКК немецкие военные корабли встретили на пути к Науру. 6 декабря Triona (4 484 т) была атакована к северо-востоку от Соломоновых островов и потоплена торпедами после погони, в результате которой три её члена экипажа были убиты огнём немецкой артиллерии. Все 68 выживших были захвачены в плен.
Капитаны рейдеров намеревались высадить десант на Науру и бомбардировать береговые установки Науру на рассвете 8 декабря, но плохая погода заставила их сосредоточиться на кораблях, которые находились у острова. Вечером 7 декабря отправившаяся в разведку Комета, замаскированная под японское торговое судно Манио Мару, потопила норвежское торговое судно Винни (5 264 т) примерно в 14 км к югу от Науру. Рейдер был замечен с берега, но маскировка была столь удачной, что её Комету посчитали торговым кораблём, направлявшимся в Японию.
Орион присоединился к Комете рано утром 8 декабря, атаковал австралийский Triadic (6 480 т) и потопил Triaster (6 129 т). Затем Комета попытался потопить Triadic, но безуспешно, а Орион отправил ко дну торговое судно. Комета позже уничтожила британский пароход Komata (4000 т). После этих атак два рейдера и Кулмерланд отошли на 32 км к востоку от Науру. Поскольку погода не позволяла высадиться на острове, было решено, что Комета и Кулмерланд отправятся в Аилинглаплап на Маршалловых островах, где Комете надлежало заправится топливом, пока Орион будет дежурить к северо-западу от Науру.

Германские атаки Науру.

Когда 15 декабря немецкие корабли вновь подошли к Науру, погода все ещё была неподходящей для высадки, и нападение на остров было прервано. Дальнейшие нападения на дрейфующие суда считались бесперспективными, поскольку рейдеры перехватили радиосообщения с приказом судам, направляющимся к Науру и Оушну, рассредоточиться. Тогда три немецких корабля отправились на австралийский остров Эмирау, чтобы высадить там 675 пленных. При этом Вайер отказался отпустить европейских офицеров, и на Эмирау были высажены 343 матроса-европейца и 171 уроженец Китая и Южно-Тихоокеанского региона.
К счастью для немцев, Эмирау был одним из немногих островов в регионе, не имевших радиосвязи с Королевским австралийским флотом и австралийскими властями. Две европейские семьи на острове предоставили освобождённым морякам ресурсы и отправили на лодках в Кавиенг в Новой Ирландии, чтобы те могли связаться с австралийским колониальным правительством. 29 декабря пароход «Неллор» перевез бывших пленников в Таунсвилл в Квинсленде. Они предоставили полезную информацию о действиях немецких рейдеров, а 19 февраля 1941 года немецкий военно-морской штаб выпустил директиву, запрещающую рейдерам освобождать пленных.
Три немецких судна покинули Эмирау 21 декабря. Орион отправился к Ламутрику, а затем к Мау на Марианских островах, чтобы починить двигатели, Кулмерланд отправился в Японию, и только Комета продолжала операции в южной части Тихого океана
Комета вернулась к Науру в 05:45 утра 27 декабря. Дав предупреждение для тех, кто находился на берегу, чтобы не они не использовали радио, немецкий рейдер в 6:40 открыл огонь по заводу по отгрузке фосфатов. Обстрел продолжался около часа, огнём были разрушены нефтяные цистерны, лодки, здания и швартовные буи. После атаки корабль отплыл на юго-восток, и жители Науру передали новости об атаке в Австралию. Это был последний визит немецких кораблей к Науру во время войны, и Комета перенесла свои действия в Индийский океан.

## Последствия

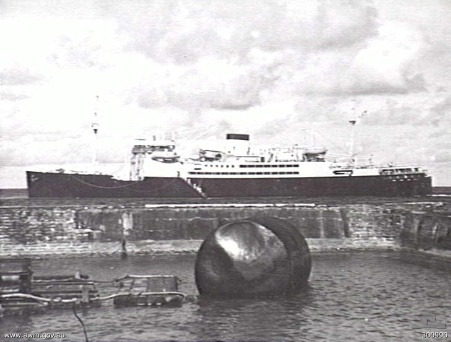
Австралийский вооружённый торговый крейсер HMAS Manoora у Науру в январе 1941 года

Немецкие набеги на Науру повлияли на австралийскую и новозеландскую экономики и стали наибольшим успехом, достигнутым немецкими рейдерами в Тихом океане во время Второй мировой войны. Потребовалось десять недель, чтобы возобновить поставки фосфатов с Науру, а потеря судов и повреждённая инфраструктура привели к значительному сокращению производства. В результате дефицит фосфатов заставил ввести нормирование удобрений в Новой Зеландии с июля 1941 года. При этом обстрел острова Кометой также помешал отправке фосфатов в Японию, что заставило японское правительство угрожать сократить помощь, которую оно предоставляло Германии. Успех нападений на Науру привёл к слухам в Австралии и Новой Зеландии, что рейдерам помогали предатели на островах. По следам этих слухов было проведено несколько расследований и доказано, что они необоснованны.
После набегов военные силы Содружества в Тихом океане предприняли шаги для предотвращения дальнейших нападений рейдеров. Королевские австралийские военно-воздушные силы и военно-воздушные силы Новой Зеландии увеличили число патрулей в поисках рейдеров, действующих вблизи крупных портов. Кроме того, Совет австралийского флота попросил британское адмиралтейство разрешить переброску австралийских военно-морских подразделений для пресечения угрозы, которую представляли рейдеры. Решение было согласовано, и легкий крейсер HMAS Sydney и вооружённый торговый крейсер HMAS Kanimbla вернулись в Австралию с других позиций. Это позволило обеспечить морскую защиту Науру и Оушна, а 4 января 1941 года вооружённый торговый крейсер HMAS Manoora прибыл с острова Оушн. Несколько военных кораблей Австралии и Новой Зеландии сохраняли постоянное присутствие у островов в последующие месяцы, на каждом из островов были развернуты две полевые пушки. Германские атаки также привели к организации конвоев между Австралией и Новой Зеландией. Морские власти смогли использовать данные, которые они получили от пленных, высаженных на Эмирау, чтобы перенаправить торговые суда из районов, в которых действовали немецкие рейдеры, это значительно уменьшило эффективность рейдов, и Комета и Орион смогли потопить лишь три корабля в период между атакой на Науру и их возвращением в Европу.